# Polygala senensis
Polygala senensis là một loài thực vật có hoa trong họ Polygalaceae. Loài này được Klotzsch miêu tả khoa học đầu tiên.